# Ші Теодор
Ші Теодор (англ. Shea Theodore; 3 серпня 1995, м. Ленглі, Канада) — канадський хокеїст, захисник. Виступає за Вегас Голден Найтс у Національній хокейній лізі.
Вихованець хокейної школи «Елдергров МХА». Виступав за «Сіетл Тандербердс» (ЗХЛ), «Норфолк Едміралс» (АХЛ), «Сан-Дієго Галлс», «Анагайм Дакс», «Чикаго Вулвс».
У складі молодіжної збірної Канади учасник чемпіонату світу 2015. У складі юніорської збірної Канади учасник чемпіонату світу 2013.
Досягнення
- Переможець молодіжного чемпіонату світу (2015)
- Переможець юніорського чемпіонату світу (2013)
- Срібний призер чемпіонату світу (2019)
- Володар Кубка Стенлі (2023)

Нагороди
- Трофей Білла Гантера (2015)